# War Zone (album)
Pour les articles homonymes, voir War Zone.
Albums de Black Moon
Diggin' in dah Vaults
(1996) Total Eclipse
(2003)
War Zone est le deuxième album studio de Black Moon, sorti le 23 février 1999.
Tous les titres sont produits par Da Beatminerz, à l'exception de Throw Your Hands in the Air, coproduit par Rockwilder.
L'album s'est classé 9e au Top R&B/Hip-Hop Albums et 35e au Billboard 200.

## Liste des titres
| No  | Titre                                        | Contient un (des) sample(s) de | Durée |
| --- | -------------------------------------------- | --- | ----- |
| 1.  | Intro                                        | | 0:45  |
| 2.  | The Onslaught (featuring Busta Rhymes)       | How Do Yeaw View You? de Funkadelic | 3:53  |
| 3.  | War Zone                                     | The Distant Galaxy de Don Sebesky No Fear d'O.G.C. Spaced Out des Blackbyrds                                                                                            | 3:21  |
| 4.  | This Is What It Sounds Like (Worldwind)      | The Day (Manos Hadjidakis) du New York Rock & Roll Ensemble | 4:39  |
| 5.  | Freestyle                                    | N.T. de Kool & the Gang | 3:36  |
| 6.  | Five (Interlude)                             | | 1:13  |
| 7.  | For All Ya'll (featuring Heather B.)         | The Distant Galaxy de Don Sebesky Mad Bent d'Heather B. | 4:40  |
| 8.  | Come Get Some (featuring Louieville Sluggah) | | 5:00  |
| 9.  | Weight of the World                          | | 3:29  |
| 10. | Evil Dee Is on the Mix                       | | 0:59  |
| 11. | Showdown (featuring Q-Tip)                   | The Bridge de MC Shan | 3:41  |
| 12. | One-Two                                      | Other a Divine Image de David Axelrod Shut 'Em Down de Public Enemy 4, 3, 2, 1 de LL Cool J et Canibus featuring Method Man, Redman et DMX Funky Drummer de James Brown | 3:43  |
| 13. | Frame (featuring Cocoa Brovaz)               | Walking in My Sleep de Monk Higgins Brave & Strong de Sly & the Family Stone                                                                                            | 3:59  |
| 14. | Buckshot (Interlude)                         | New Spaces du John Payne Band | 1:11  |
| 15. | Two Turntables and a Mic                     | Heartbeat de Taana Gardner Superman Theme de Leon Klatzkin Live Convention '82 (Side B) de DJ Grand Wizard Theodore                                                     | 3:56  |
| 16. | Annihilation (featuring M.O.P. et Tephlon)   | | 4:08  |
| 17. | Duress                                       | General Confessional des Electric Prunes | 4:00  |
| 18. | Throw Your Hands in the Air                  | | 4:19  |
| 19. | Outro (featuring Rock)                       | | 4:19  |

| 20. | The Streets |  |
| 21. | Just Us     |  |